# ليندا سميث (كاتبة)
ليندا سميث هي كاتبة للأطفال وكاتِبة كندية، ولدت في 1949، وتوفيت في 25 أغسطس 2007.